# 최주호
최주호(2008년 1월 12일 ~ )은 대한민국의 축구 선수로 포지션은 골키퍼이며 현재 현대고등학교 재학중이다.